# Hugo Hovenkamp
Hugo Hermanus Hovenkamp (Groningen, 5 de outubro de 1950) é um ex-futebolista neerlandês, que atuava como defensor.

## Carreira
Hugo Hovenkamp fez parte do elenco da Seleção Neerlandesa de Futebol que disputou a Copa do Mundo de 1978.

## Títulos
- Holanda
  - Vice-Copa do Mundo de 1978

## Ligações Externas
- Perfil em FIFA.com (em inglês)